# Malhada dos Bois
Malhada dos Bois is een gemeente in de Braziliaanse deelstaat Sergipe. De gemeente telt 3.830 inwoners (schatting 2009).
De gemeente grenst aan Propriá, São Francisco, Capela en Muribeca.